# Anu
Anu ali An je božansko poosebljenje neba, vrhovnega boga in prednika vseh božanstev  starodavne mezopotamske religije. Za Anuja je veljalo, da je vrhovni vir vse oblasti nad drugimi bogovi in umrljivimi vladarji. V enem od besedil je opisan kot "tisti, ki vsebuje celotno vesolje". Poistovetili so ga s severnim ekliptičnim polom s središčem v ozvezdju Zmaj. S sinovoma Enlilom in Enkijem  je tvoril najvišjo božansko triadi, ki je poosebljala tri pasove ozvezdij nebeškega oboka. V času najzgodnejših pisnih besedil so ga častili bolj redko. Častili so predvsem njegoveg sina Enlila, za najvišje božanstvo svojega panteona pa so skozi celo mezopotamsko zgodovino govorili, da  poseduje anûtu, se pravi božansko moč. Anujeva primarna vloga v mitologiji je bila vloga praočeta Anunakov,  glavnih božanstev sumerske religije. Njegovo primarno kultno središče je bil Uruk. V akadskem obdobju (okoli 2334-2154 pr. n. št.) je njegovo vlogo v Uruku prevzela kraljica nebes Inana. 
Unujeva družica v najzgodnejših sumerskih besedilih je bila boginja Uraš, kasnejša boginja Ki, v akadskih besedilih boginja Antu, katere ime je ženska oblika imena Anu. Anu se na kratko pojavi v akadskem Epu o Gilgamešu, v katerem ga njegova hčerka Ištar (vzhodnosemitska različica Inane) pregovori, da ji da nebeškega bika, da bi ga poslala v napad na Gilgameša.  Postranska posledica napada je bila Enkidujeva smrt. 
V drugi legendi Anu ukaže umrljivemu junaku Adapi, naj zlomi krilo južnemu vetru. Ponudi  mu hrano in vodo nesmrtnosti, kar Adapa zavrne, ker  ga je Enki opozoril, da mu bo Anu ponudil  hrano in vodo smrti.  V starodavni hetitski religiji je Anu bivši vladar bogov, ki ga je strmoglavil sin Kumarbi,  mu odgriznil spolovilo in rodil boga viharja Tešuba.  Tešub je strmoglavil Kumarbija, maščeval Anujevo pohabljenje in postal novi kralj bogov. Zgodba je bila osnova za kasnejšo zgodbo o kastraciji Urana v Heziodovi Teogoniji.

## Čaščenje
V mezopotamski mitologiji je bil Anu poosebljenje neba, najvišja sila, najvišji bog in tisti, "ki vsebuje celotno vesolje". Poistoveten je bil s severnim ekliptičnim polom s središčev v ozvezdju Zmaj. Njegovo ime pomeni "tisti v nebesih".  Skupaj s sinovoma Enlilom in Enkijem (akadsko Elil in Ea)  je tvoril troedini  pojem božanskosti, v katerem je Anu predstavljal transcedentalno nerazločnost. Enlil je bil transcendentni, Enki pa imanentni vidik božanskosti.  Trije najvišji bogovi in trije deli neba so bili Anu (starodavni bog nebes), Enlil (Anujev sin, bog zraka in naravnih sil in vladar bogov) in Ea (dobrovoljni bog zemlje in življenja, ki je živel v največjih  vodnih globinah).  Babilonci so delili nebo na tri dele in jih imenovali po njih: ekvator in večino zodiaka je zasedala Anujeva cesta, severno nebo je bilo Enlilova cesta in južno nebo Eajeva cesta. Meji cest sta bili na 17°S in 17°J.
Anuja so kljub temu, da je bil najvišji bog,  častili bolj redko. V času, ko je nastala pisava, je bil najpomembnejši kult njegovega sina Enlila. Anujeva primarna vloga v sumerskem panteonu je bila vloga prednika. Najmočnejša in najpomembnejša božanstva v sumerskem panteonu so bili Anujevi potomci in v soproga Ki, znani kot Anunaki, kar pomeni "Anujevi potomci". Kateri bogovi so se šteli za njegove potomce, ni povsem jasno. Mednje je verjetno spadalo "sedem bogov, ki so bili za to določeni": Anu, Enlil, Enki, Ninhursag, Nana, Utu, in  Inana.
Anujevo glavno kultno središče je bil Eajev tempelj (sumersko e2-anna; klinopisno  𒂍𒀭 E2.AN) v Uruku. Njegovo ime pomeni  "nebeška hiša".  Tempelj je bil prvotno posvečen Anuju, a se je kasneje pretvoril v primarno sedišče Inaninega kulta. Po posvetitvi Inani je, zgleda, postal tudi bivališče Inaninih svečenic. 
Za Anuja je veljalo, da je vir vse zakonite oblasti. Bil je tisti, ki je imel pravico do vladanja bogovom in kraljem. Napis, posvečen Sargonu Akadskemu, osvajalcu Sumerije in ustanovitelju Akadskega kraljestva, razglaša Anuja in Inano za vira njegove oblasti. Hvalnica iz zgodnjega 2. tisočletja pr. n. št. pravi, da "njegova beseda vlada poslušnemu spremstvu bogov".
Anujevo izvirno ime v sumerščini je An. Anu je semitska oblika tega imena. Anu se je  istovetil tudi z zgodnejšim semitskim bogom Ilujem ali Elom. Anujeva in Enlilova vloga sta se pogosto prekrivali, zlasti v kasnejšem obdobju, ko je Anujev kult začel izginjati, Enlilov pa se je krepil. Še kasneje je Anuja v celoti nadomestil Enlil. Enlila je nazadnje nadomestil Marduk, nacionalni bog starodavnega Babilona. Anujeva moč se je kljub temu ohranila v arhaičnih frazah, ki so se uporabljale v omembah vladarja bogov. Za najvišjega boga panteona se je vedno reklo, da poseduje anûtu, kar dobesedno pomeni božansko moč. V babilonski molitvi Enûma Eliš bogovi častijo Marduka z vzklikanjem "Tvoja beseda je Anu!"
Četudi je bil Anu zelo pomembno božanstvo, je bila njegova čud pogosto dvoumna in nedoločena. V mezopotamskih umetniških delih se skoraj nikoli ne pojavlja in nima nobene znane počlovečene ikonografije. V kasitskem obdobju (okoli 1600—1155 pr. n. št.) in novoasirskem obdobju (911—609 pr. n. št.) se je Anu upodabljal z rogato kapo. Z Anujem se je včasih enačil amoritski bog Amurru. V selevkidskem obdobju (213-63 pr. n. št.) se je včasih istovetil z Enmešaro in Dumuzijem. 

## Družina
Najzgodnejša sumerska besedila ne omenjajo,  od kod je prišel in kako je postal vladar bogov. Njegova prevlada je preprosto  nastala.  V zgodnjih sumerskih besedilih iz 3. tisočletja pr. n. št. je Anujeva soproga Uraš. Kasnejša sumerska besedila to vlogo pripisujejo Ki, poosebljenju zemlje.  Sumerci so verjeli, da je dež Anujevo seme,  ki oplodi Ki, da rodi vse rastline na zemlji. V akadskem obdobju  je Ki spodrinila boginja Antu,  katere ime je verjetno ženska oblika imena Anu. Akadci so verjeli, da je dež mleko iz oblakov in teče iz Antujinih prsi.
Anu je običajno opisan kot "oče bogov", ki je imel med bogovi veliko svojih potomcev. Napisi iz Lagaša do poznega 3. tisočletja pr. n. št. imajo Anuja za očeta Gatumduga, Babe in Ninurte. V kasnejših besedilih se kot Anujevi sinovi omenjajo Adad, Enki, Enlil, Gira, Nana-Suen, Nergal in Šara, kot hčerke pa Inana-Ištar, Nanaja, Nidaba, Ninisina, Ninkarak, Ninmug, Ninibru, Ninsumun, Nungal in Nusku Njegova stvaritev so bili tudi demoni Lamaštu, Asag in Sebetu. V hetitski mitologiji je bil Anu sin Alaluja.

## Mitologija

### Sumerci

#### Sumerski mit o ustvaritvi sveta
Glavni vir podatkov o sumerskem mitu o ustvatitvi sveta je v predgovoru epske pesnitve Gilgameš, Enkidu in podzemni svet, v katerem je kratek opis poteka ustvarjanja.  Sprva je bilo samo prvobitno morje Nammu Nammu je zatem rodil Ana (sumerska različica imena Anu) – nebo in Ki – zemljo. An in Ki sta se združila in Ki je rodila Enlila – boga vetra. Enlil je nato ločil Ana in Ki in vzel v svojo domeno zemljo,  An pa nebo.
Pri Sumercih je bil izraz An enakovreden izrazu  "nebesa", zato pogosto ni jasno, za kateri pomen izraza gre. V sumerskem mitu o ustvarjenju sveta so plosko zemljo pokrivale tri kupole. Vsaka nebeška kupola je bila iz drugačnih draguljev. Najvišja in najbolj znanja je bila iz rdečkastih draguljev. Izven nje je bila prvobitna voda, znana kot Nammu. Njen spremljevalec (sukkal) je bil bog Ilabrat.

#### Inanini miti
Inana in Ebih, sicer znana kot boginja strahovitih božanskih moči, je 184 vrstična pesnitev, ki jo je v  sumerščini  napisala akadska pesnica Enheduana. Pesnitev opisuje soočenje Anove vnukinje Inane z goro Ebih v gorovju Zagros. An se na kratko pojavi v prizoru, ko ga Inana prosi, naj ji dovoli uničiti goro Ebih.   An jo svari, naj gore ne napade, ona pa se na to ne ozira in jo poskuša uničiti.
Pesnitev Inana prevzame zapovedovanje v nebesih je izjemno razdrobljena, vendar pomembna, in govori o Inanini  zmagi nad Eaninim templjem v Uruku. Začne se z Inaninim razgovorom z bratom Utujem, v katerem se Inana pritožuje, da Eanin tempelj v Uruku ni v njeni domeni in ga odločno zahteva zase. Besedilo je v nadaljevanju postane zelo razdrobljeno,  zgleda pa, da Inana išče pot do templja čez težko prehodno močvirje, pri čemer ji ribič pomaga najti najboljšo pot. Inana na koncu sreča Ana, ki je šokiran zaradi njene predrznosti, a ji kljub temu prizna, da ji je uspelo in da je tempelj zdaj njen.   Besedilo se konča s hvalnico, ki opeva Inanino veličino. Mit bi lahko predstavljal konec oblasti Anovih svečenikov v Uruku in prenos moči na Inanine svečenice.

### Akadci

#### Ep o Gilgamešu
V enem od prizorov v akadskem Epu o Gilgamešu, napisanem v poznem 2. tisočletju pr. n. št., Anujeva hčerka Ištar, vzhodnosemitski ekvivalent Inane, poskuša zapeljati junaka Gilgameša. Ko Gilgameš njen poskus zavrne, odide jezna Ištar v nebesa in pove Anuju, da jo je Gilgameš osramotil. Anu jo vpraša, zakaj se mu pritožuje, namesto da bi se spopadla z njim. Ištar nato zaheva, da ji Anu da nebeškega bika in priseže, da bo vlomila vrata v podzemni svet in izpustila smrt, da bo požrla življenje, če ji ga ne da. Anu ji da nebeškega bika in Ištar ga pošlje v napad na Gilgameša in njegovega prijatelja Enkiduja.

#### Mit o Adapi
V Mitu o Adapi, prvič dokazanem v kasitskem obdobju, Anu opazi, da južni veter že sedem dni ne piha proti kopnemu  in vpraša svojega sukkala (svetovalca) Ilabrata, zakaj je temu tako. Ilabrat mu odgovori, da zaradi Adape, svečenika boga Ea (vzhodnosemitski ekvivalent Enkija)  v Eriduju, ki je južni  veter ustavil. Anu od Adape zahteva, da pride predenj na zagovor, Adapo pa Ea tik pred odhodom  posvari, naj ne je ponujenih jedi in ne pije vode, ker je oboje zastrupljeno. Adapa po prihodu pred Anuja pojasni, da je južni  veter ustavil zato, ker je med ribarjenjem za Ea južni veter povzročil vihar in potopil njegovo barko. Anujev vratar Dumuzi in Ningišzida sta spregovorila v Adapovo korist.  Zagovora sta pomirila Anujev srd, da je ukazal, naj odnesejo zastrupljene jedi in vodo in namesto z njimi Adapu za nagrado postrežejo z jedjo nesmrtnosti. Adapa se je držal Enovega nasveta in jed  zavrnil.
Zgodba o Adapi je bila priljubljena med pisarji, ki so ga šteli za ustanovitelja njihove obrti. Po celi Mezopotamiji so zato razširili veliko prepisov in različic mita in s tem popolnoma spremenili tok mezopotamske zgodovine. Zgodbo o Adapovem nastopu pred Anujem je mogoče primerjati s kasnejšo judovsko zgodbo o Adamu in Evi v Prvi Mojzesovi knjigi.  Na enak način kot je Anu prisilil Adapo na vrnitev na zemljo, ker ni sprejel jedi nesmrtnosti,  je Jahve  v svetopisemski zgodbi izgnal Adama iz raja, da ne bi jedel sadja z drevesa življenja. Podobno, kot se na Adapo gleda kot na pralik vseh svečenikov,  se na Adama gleda kot na pralik človeštva.

#### Erra in Išum
V epski pesnitvi Erra in Išum, napisani v akadščini v 8. stoletju pr. n. št., Anu da bogu uničenja Erri senettu, ki je opisan kot poosebljenje orožja. Anu mu da tudi navodila, kako z njim uničiti čleveštvo, če bo postalo preštevilčno in zato preglasno (Tablica I, 38ff).

### Hetiti
V hetitiski mitologiji Anu strmoglavi svojega očeta Alaluja in se proglasi za vladarja vesolja. Njega samega kasneje strmoglavi njegov sin Kumarbi. Anu poskuša pobegniti, Kumarbi pa mu odgrizne spolovilo in ga požre. Anuja in  njegove zaveznike, stare bogove, ki so jih Hetiti istovetili z Anunaki,  prežene v podzemni svet. Kumarbi je bil zaradi zaužitja Anujevega spolovila prepojen z Anujevim sinom Tešubom in štirimi drugimi potomci. Ko je Tešub odrasel, je strmoglavil svojega očeta Kumarbija in se maščeval za strmoglavljenje in pohabljenje svojega drugega očeta.

### Vpliv na druga verstva in kasnejšo književnost
Niz božanskih prevratov, opisanih v mitu o hetitskem ustvarjanju sveta, je kasneje postal osnova za grško zgodbo o ustvarjanju, opisano v dolgi Heziodovi pesnitvi  Teogonija iz 7. stoletja pr. n. št. V tej pesnitvi je prvobitnega boga neba Urana strmoglavil in kastriral njegov sin Kronos na zelo podoben način kot v hetitski zgodbi o Anuju in Kumarbiju. Kronosu se maščuje in ga strmoglavi sin Zevs.
V enem od orfičnih mitov je Kronos odgriznil spolovilo Uranu na povsem enak način, kot je to naredil Kumarbi Anuju v hetitskem mitu.
Robert Mondi trdi, da Uran za Grke nikoli ni imel tako velikega mitološkega pomena, kot ga je imel Anu za Mezopotamce. Urana ima za  "bledo Anujevo senco brez ključnega vpliva v  grški mitologiji".
Po mnenju  Walterja Burkerta, eksperta za grško verovanje, obstajajo tudi neposredne vzporednice med Anujem in grškim bogom Zevsom, zlasti v prizoru na Tablici VI Epa o Gilgamešu, v katerem Ištar pride pred Anuja in se pritožuje svoji materi Antu, da jo je Gilgameš zavrnil. Prizor je primerljiv tudi s prizorom iz V. knige Iliade, v katerem Afrodito, grško različico Ištar, rani grški junak Diomed med poskusom reševanja njenega sina Eneja. Afrodita pobegne na Olimp, kjer joka pred svojo materjo Diono, pri čemer se ji sestra Atena posmehuje, oče Zevs pa jo nežno graja.
Najbolj neposreden ekvivalent Anuja  v kanaanskem panteonu je Šamem, poosebljenje neba, vendar se Šamem skoraj nikoli ne  pojavlja v mitih in ni jasno ali so ga Kanaanci kdajkoli sploh obravnavali kot prejšnjega vladarja vseh bogov. Namesto tega se zdi, da so Kanaanci Anujeve atribute pripisovali Elu, tedanjemu vladarju bogov. V kasnejših časih so Kanaanci Ela izenačili s Kronosom in ne z Uranom, Elovega sina Baala pa z Zevsom. Pripoved iz kanaanske mitologije opisuje boginjo-bojevnico Anat, ki je užaljena prišla pred Ela, na povsem enako način kot Ištar pred Anuja v Epu o Gilgamešu.
El je označen kot malk olam (večni kralj) in je, podobno kot Anu, dosledno prikazan kot star, pravičen, sočuten in patriarhalen. Na enak način, kot se je gledalo na Anujevo Tablico usod, se v kanaanskih besedilih omenjajo uredbe, ki jih je objavil in ji lahko spremeni samo El. V pozni antiki so pisci, kot je bil Filon iz Biblosa, poskušali prenesti dinastični okvir nasledstva hetitskih in heziodskih zgodb v kanaansko mitologijo. Ta prizadevanja so bila nenaravna in v nasprotju s tistim, kar je večina Kanaancev resnično verjela. Zdi se, da je večina Kanaancev menila, da sta  El in Baal vladala sočasno:
"El je kralj,  Baal postane kralj. Oba sta kralja drugih bogov, toda Elovo kraljevanje je brezčasno in nespremenljivo. Baal mora pridobiti svoje kraljestvo, ga potrditi z gradnjo svojega templja in braniti pred nasprotniki; če ga izgubi, mora biti znova ustoličen. Elovo kraljestvo je statično, Baalovo pa dinamično." 

## Rodoslovje sumerskih bogov
|  |  |            |            |            |            |            |            |        |        |        |        |        |        |         |         |         |         |                |                |                |                |                |                |                            |                            |                                                  |                                                  |                                                  |                                                  |                                                  |                                                  |                        |                        |                         |                         |                         |                         | An                      |                         |                    |                    |                    |                    |                         |                         |                         |                         |                         |                         |                               |                               |                               |                               |                               |                               |                              |                              |                              |                              |        |        |                       |                       |                       |                       |                       |                       |  |  |
|  |  |            |            |            |            |            |            |        |        |        |        |        |        |         |         |         |         |                |                |                |                |                |                |                            |                            |                                                  |                                                  |                                                  |                                                  |                                                  |                                                  |                        |                        |                         |                         |                         |                         |                         |                         |                    |                    |                    |                    |                         |                         |                         |                         |                         |                         |                               |                               |                               |                               |                               |                               |                              |                              |                              |                              |        |        |                       |                       |                       |                       |                       |                       |  |  |
|  |  |            |            |            |            |            |            |        |        |        |        |        |        |         |         |         |         |                |                |                |                |                |                |                            |                            |                                                  |                                                  |                                                  |                                                  |                                                  |                                                  |                        |                        |                         |                         |                         |                         |                         |                         |                    |                    |                    |                    |                         |                         |                         |                         |                         |                         |                               |                               |                               |                               |                               |                               |                              |                              |                              |                              |        |        |                       |                       |                       |                       |                       |                       |  |  |
|  |  | Ninhursaga | Ninhursaga | Ninhursaga | Ninhursaga | Ninhursaga | Ninhursaga |        |        |        |        |        |        |         |         |         |         | Enki sin Nammu | Enki sin Nammu | Enki sin Nammu | Enki sin Nammu | Enki sin Nammu | Enki sin Nammu |                            |                            |                                                  |                                                  |                                                  |                                                  | Ningikuga hčerka Nammu                           | Ningikuga hčerka Nammu                           | Ningikuga hčerka Nammu | Ningikuga hčerka Nammu | Ningikuga hčerka Nammu  | Ningikuga hčerka Nammu  |                         |                         | Nisaba hčerka Uraš      | Nisaba hčerka Uraš      | Nisaba hčerka Uraš | Nisaba hčerka Uraš | Nisaba hčerka Uraš | Nisaba hčerka Uraš |                         |                         |                         |                         |                         |                         | Haja                          | Haja                          | Haja                          | Haja                          | Haja                          | Haja                          |                              |                              |                              |                              |        |        |                       |                       |                       |                       |                       |                       |  |  |
|  |  | Ninhursaga | Ninhursaga | Ninhursaga | Ninhursaga | Ninhursaga | Ninhursaga |        |        |        |        |        |        |         |         |         |         | Enki sin Nammu | Enki sin Nammu | Enki sin Nammu | Enki sin Nammu | Enki sin Nammu | Enki sin Nammu |                            |                            |                                                  |                                                  |                                                  |                                                  | Ningikuga hčerka Nammu                           | Ningikuga hčerka Nammu                           | Ningikuga hčerka Nammu | Ningikuga hčerka Nammu | Ningikuga hčerka Nammu  | Ningikuga hčerka Nammu  |                         |                         | Nisaba hčerka Uraš      | Nisaba hčerka Uraš      | Nisaba hčerka Uraš | Nisaba hčerka Uraš | Nisaba hčerka Uraš | Nisaba hčerka Uraš |                         |                         |                         |                         |                         |                         | Haja                          | Haja                          | Haja                          | Haja                          | Haja                          | Haja                          |                              |                              |                              |                              |        |        |                       |                       |                       |                       |                       |                       |  |  |
|  |  |            |            |            |            |            |            |        |        |        |        |        |        |         |         |         |         |                |                |                |                |                |                |                            |                            |                                                  |                                                  |                                                  |                                                  |                                                  |                                                  |                        |                        |                         |                         |                         |                         |                         |                         |                    |                    |                    |                    |                         |                         |                         |                         |                         |                         |                               |                               |                               |                               |                               |                               |                              |                              |                              |                              |        |        |                       |                       |                       |                       |                       |                       |  |  |
|  |  |            |            |            |            |            |            | Ninsar | Ninsar | Ninsar | Ninsar | Ninsar | Ninsar |         |         |         |         |                |                |                |                |                |                |                            |                            |                                                  |                                                  |                                                  |                                                  |                                                  |                                                  |                        |                        |                         |                         |                         |                         |                         |                         |                    |                    |                    |                    | Ninlil                  | Ninlil                  | Ninlil                  | Ninlil                  | Ninlil                  | Ninlil                  |                               |                               |                               |                               |                               |                               | Enlil                        | Enlil                        | Enlil                        | Enlil                        | Enlil  | Enlil  |                       |                       |                       |                       |                       |                       |  |  |
|  |  |            |            |            |            |            |            |        | Ninsar | Ninsar | Ninsar | Ninsar | Ninsar |         |         |         |         |                |                |                |                |                |                |                            |                            |                                                  |                                                  |                                                  |                                                  |                                                  |                                                  |                        |                        |                         |                         |                         |                         |                         |                         |                    |                    |                    |                    | Ninlil                  | Ninlil                  | Ninlil                  | Ninlil                  | Ninlil                  | Ninlil                  |                               |                               |                               |                               |                               |                               | Enlil                        | Enlil                        | Enlil                        | Enlil                        | Enlil  | Enlil  |                       |                       |                       |                       |                       |                       |  |  |
|  |  |            |            |            |            |            |            |        |        |        |        |        |        |         |         |         |         |                |                |                |                |                |                |                            |                            |                                                  |                                                  |                                                  |                                                  |                                                  |                                                  |                        |                        |                         |                         |                         |                         |                         |                         |                    |                    |                    |                    |                         |                         |                         |                         |                         |                         |                               |                               |                               |                               |                               |                               |                              |                              |                              |                              |        |        |                       |                       |                       |                       |                       |                       |  |  |
|  |  |            |            |            |            |            |            |        |        |        |        |        |        |         |         |         |         |                |                |                |                |                |                |                            |                            |                                                  |                                                  |                                                  |                                                  |                                                  |                                                  |                        |                        |                         |                         |                         |                         |                         |                         |                    |                    |                    |                    |                         |                         |                         |                         |                         |                         |                               |                               |                               |                               |                               |                               |                              |                              |                              |                              |        |        |                       |                       |                       |                       |                       |                       |  |  |
|  |  |            |            |            |            |            |            |        |        |        |        |        |        | Ninkura | Ninkura | Ninkura | Ninkura | Ninkura        | Ninkura        |                |                |                |                | Ningal morda hčerka Enlila | Ningal morda hčerka Enlila | Ningal morda hčerka Enlila                       | Ningal morda hčerka Enlila                       | Ningal morda hčerka Enlila                       | Ningal morda hčerka Enlila                       |                                                  |                                                  |                        |                        |                         |                         | Nanna                   | Nanna                   | Nanna                   | Nanna                   | Nanna              | Nanna              |                    |                    | Nergal morda sin Enkija | Nergal morda sin Enkija | Nergal morda sin Enkija | Nergal morda sin Enkija | Nergal morda sin Enkija | Nergal morda sin Enkija |                               |                               |                               |                               | Ninurta morda sin Ninhursage  | Ninurta morda sin Ninhursage  | Ninurta morda sin Ninhursage | Ninurta morda sin Ninhursage | Ninurta morda sin Ninhursage | Ninurta morda sin Ninhursage |        |        | Nintinuga hčerka Uraš | Nintinuga hčerka Uraš | Nintinuga hčerka Uraš | Nintinuga hčerka Uraš | Nintinuga hčerka Uraš | Nintinuga hčerka Uraš |  |  |
|  |  |            |            |            |            |            |            |        |        |        |        |        |        | Ninkura | Ninkura | Ninkura | Ninkura | Ninkura        | Ninkura        |                |                |                |                | Ningal morda hčerka Enlila | Ningal morda hčerka Enlila | Ningal morda hčerka Enlila                       | Ningal morda hčerka Enlila                       | Ningal morda hčerka Enlila                       | Ningal morda hčerka Enlila                       |                                                  |                                                  |                        |                        |                         |                         | Nanna                   | Nanna                   | Nanna                   | Nanna                   | Nanna              | Nanna              |                    |                    | Nergal morda sin Enkija | Nergal morda sin Enkija | Nergal morda sin Enkija | Nergal morda sin Enkija | Nergal morda sin Enkija | Nergal morda sin Enkija |                               |                               |                               |                               | Ninurta morda sin Ninhursage  | Ninurta morda sin Ninhursage  | Ninurta morda sin Ninhursage | Ninurta morda sin Ninhursage | Ninurta morda sin Ninhursage | Ninurta morda sin Ninhursage |        |        | Nintinuga hčerka Uraš | Nintinuga hčerka Uraš | Nintinuga hčerka Uraš | Nintinuga hčerka Uraš | Nintinuga hčerka Uraš | Nintinuga hčerka Uraš |  |  |
|  |  |            |            |            |            |            |            |        |        |        |        |        |        |         |         |         |         |                |                |                |                |                |                |                            |                            |                                                  |                                                  |                                                  |                                                  |                                                  |                                                  |                        |                        |                         |                         |                         |                         |                         |                         |                    |                    |                    |                    |                         |                         |                         |                         |                         |                         |                               |                               |                               |                               |                               |                               |                              |                              |                              |                              |        |        |                       |                       |                       |                       |                       |                       |  |  |
|  |  |            |            |            |            |            |            |        |        |        |        |        |        |         |         |         |         |                |                |                |                |                |                |                            |                            |                                                  |                                                  |                                                  |                                                  |                                                  |                                                  |                        |                        |                         |                         |                         |                         |                         |                         |                    |                    |                    |                    |                         |                         |                         |                         |                         |                         |                               |                               |                               |                               |                               |                               |                              |                              |                              |                              |        |        |                       |                       |                       |                       |                       |                       |  |  |
|  |  |            |            |            |            |            |            |        |        |        |        |        |        |         |         |         |         | Uttu           | Uttu           | Uttu           | Uttu           | Uttu           | Uttu           |                            |                            | Inana morda tudi hčerka Enkija, Enlila ali Anuja | Inana morda tudi hčerka Enkija, Enlila ali Anuja | Inana morda tudi hčerka Enkija, Enlila ali Anuja | Inana morda tudi hčerka Enkija, Enlila ali Anuja | Inana morda tudi hčerka Enkija, Enlila ali Anuja | Inana morda tudi hčerka Enkija, Enlila ali Anuja |                        |                        | Dumuzi morda sin Enkija | Dumuzi morda sin Enkija | Dumuzi morda sin Enkija | Dumuzi morda sin Enkija | Dumuzi morda sin Enkija | Dumuzi morda sin Enkija |                    |                    | Utu                | Utu                | Utu                     | Utu                     | Utu                     | Utu                     |                         |                         | Ereškigal poročena z Nergalom | Ereškigal poročena z Nergalom | Ereškigal poročena z Nergalom | Ereškigal poročena z Nergalom | Ereškigal poročena z Nergalom | Ereškigal poročena z Nergalom |                              |                              |                              |                              |        |        |                       |                       |                       |                       |                       |                       |  |  |
|  |  |            |            |            |            |            |            |        |        |        |        |        |        |         |         |         |         | Uttu           | Uttu           | Uttu           | Uttu           | Uttu           | Uttu           |                            |                            | Inana morda tudi hčerka Enkija, Enlila ali Anuja | Inana morda tudi hčerka Enkija, Enlila ali Anuja | Inana morda tudi hčerka Enkija, Enlila ali Anuja | Inana morda tudi hčerka Enkija, Enlila ali Anuja | Inana morda tudi hčerka Enkija, Enlila ali Anuja | Inana morda tudi hčerka Enkija, Enlila ali Anuja |                        |                        | Dumuzi morda sin Enkija | Dumuzi morda sin Enkija | Dumuzi morda sin Enkija | Dumuzi morda sin Enkija | Dumuzi morda sin Enkija | Dumuzi morda sin Enkija |                    |                    | Utu                | Utu                | Utu                     | Utu                     | Utu                     | Utu                     |                         |                         | Ereškigal poročena z Nergalom | Ereškigal poročena z Nergalom | Ereškigal poročena z Nergalom | Ereškigal poročena z Nergalom | Ereškigal poročena z Nergalom | Ereškigal poročena z Nergalom |                              |                              |                              |                              |        |        |                       |                       |                       |                       |                       |                       |  |  |
|  |  |            |            |            |            |            |            |        |        |        |        |        |        |         |         |         |         |                |                |                |                |                |                |                            |                            |                                                  |                                                  |                                                  |                                                  |                                                  |                                                  |                        |                        |                         |                         |                         |                         |                         |                         |                    |                    |                    |                    |                         |                         |                         |                         |                         |                         |                               |                               |                               |                               |                               |                               |                              |                              |                              |                              |        |        |                       |                       |                       |                       |                       |                       |  |  |
|  |  |            |            |            |            |            |            |        |        |        |        |        |        |         |         |         |         |                |                |                |                |                |                |                            |                            |                                                  |                                                  |                                                  |                                                  |                                                  |                                                  |                        |                        |                         |                         |                         |                         |                         |                         |                    |                    |                    |                    |                         |                         |                         |                         |                         |                         |                               |                               |                               |                               |                               |                               |                              |                              |                              |                              |        |        |                       |                       |                       |                       |                       |                       |  |  |
|  |  |            |            |            |            |            |            |        |        |        |        |        |        |         |         |         |         |                |                |                |                |                |                |                            |                            |                                                  |                                                  |                                                  |                                                  |                                                  |                                                  |                        |                        |                         |                         |                         |                         | Meškiagašer             | Meškiagašer             | Meškiagašer        | Meškiagašer        | Meškiagašer        | Meškiagašer        |                         |                         | Lugalbanda              | Lugalbanda              | Lugalbanda              | Lugalbanda              | Lugalbanda                    | Lugalbanda                    |                               |                               |                               |                               |                              |                              | Ninsun                       | Ninsun                       | Ninsun | Ninsun | Ninsun                | Ninsun                |                       |                       |                       |                       |  |  |
|  |  |            |            |            |            |            |            |        |        |        |        |        |        |         |         |         |         |                |                |                |                |                |                |                            |                            |                                                  |                                                  |                                                  |                                                  |                                                  |                                                  |                        |                        |                         |                         |                         |                         | Meškiagašer             | Meškiagašer             | Meškiagašer        | Meškiagašer        | Meškiagašer        | Meškiagašer        |                         |                         | Lugalbanda              | Lugalbanda              | Lugalbanda              | Lugalbanda              | Lugalbanda                    | Lugalbanda                    |                               |                               |                               |                               |                              |                              | Ninsun                       | Ninsun                       | Ninsun | Ninsun | Ninsun                | Ninsun                |                       |                       |                       |                       |  |  |
|  |  |            |            |            |            |            |            |        |        |        |        |        |        |         |         |         |         |                |                |                |                |                |                |                            |                            |                                                  |                                                  |                                                  |                                                  |                                                  |                                                  |                        |                        |                         |                         |                         |                         |                         |                         |                    |                    |                    |                    |                         |                         |                         |                         |                         |                         |                               |                               |                               |                               |                               |                               |                              |                              |                              |                              |        |        |                       |                       |                       |                       |                       |                       |  |  |
|  |  |            |            |            |            |            |            |        |        |        |        |        |        |         |         |         |         |                |                |                |                |                |                |                            |                            |                                                  |                                                  |                                                  |                                                  |                                                  |                                                  |                        |                        |                         |                         |                         |                         | Enmerkar                | Enmerkar                | Enmerkar           | Enmerkar           | Enmerkar           | Enmerkar           |                         |                         |                         |                         |                         |                         |                               |                               | Gilgameš                      | Gilgameš                      | Gilgameš                      | Gilgameš                      | Gilgameš                     | Gilgameš                     |                              |                              |        |        |                       |                       |                       |                       |                       |                       |  |  |
|  |  |            |            |            |            |            |            |        |        |        |        |        |        |         |         |         |         |                |                |                |                |                |                |                            |                            |                                                  |                                                  |                                                  |                                                  |                                                  |                                                  |                        |                        |                         |                         |                         |                         | Enmerkar                | Enmerkar                | Enmerkar           | Enmerkar           | Enmerkar           | Enmerkar           |                         |                         |                         |                         |                         |                         |                               |                               | Gilgameš                      | Gilgameš                      | Gilgameš                      | Gilgameš                      | Gilgameš                     | Gilgameš                     |                              |                              |        |        |                       |                       |                       |                       |                       |                       |  |  |
|  |  |            |            |            |            |            |            |        |        |        |        |        |        |         |         |         |         |                |                |                |                |                |                |                            |                            |                                                  |                                                  |                                                  |                                                  |                                                  |                                                  |                        |                        |                         |                         |                         |                         |                         |                         |                    |                    |                    |                    |                         |                         |                         |                         |                         |                         |                               |                               | Ur-Nungal                     |                               |                               |                               |                              |                              |                              |                              |        |        |                       |                       |                       |                       |                       |                       |  |  |